# Aleksandrs Birznieks
Aleksandrs Birznieks, Aleksandrs Heinrihs Birznieks, Alexandre Birsneeks, Aleksander Birznieks (ur. 19 listopada 1882 w Olaine, zm. 26 marca 1951 we Francji) – łotewski nauczyciel, urzędnik konsularny i dyplomata.

## Życiorys
Urodził się w rodzinie rolniczej. Ukończył Gimnazjum Mikołaja w Rydze (Rīgas Nikolaja ģimnāzija) (1904), następnie Wydział Historyczno-Filologiczny Uniwersytetu Moskiewskiego (1910). Był nauczycielem historii, m.in. w szkole miejskiej w Ārensburgu, w gimnazjum prywatnym Luda Bērziņa i F. Šmithena w Dubulti (1911), w gimnazjum prywatnym w Homlu (1912), w Gimnazjum Bogumiła Brauna w Łodzi (1913), gimnazjum prywatnym w Łomży (1914), później z tym samym gimnazjum ewakuowanym do Permu i Tambowa. Był zatrudniony w zarządzie szkolnym w Tambowie, oraz wykładał etnografię na miejscowym uniwersytecie.
W 1921 wstąpił do łotewskiej służby zagranicznej, pełniąc m.in. funkcję sekretarza i kierownika Wydziału Wschodniego Ministerstwa Spraw Zagranicznych (1921-1923), radcy ambasady w Moskwie (1923-1930), jednocześnie konsula generalnego w Leningradzie (1925-1930), p.o. dyr. departamentu administracyjno-prawnego MSZ (1931), oraz konsula generalnego w Gdańsku (1931-1940). W tym okresie m.in. pełnił funkcję miejscowego dziekana korpusu konsularnego (1939), i opiekował się grupą obywateli łotewskich pochodzenia żydowskiego. Następnie przeszedł na emeryturę – mieszkał kolejno – w Gdańsku (1944), w klasztorze protestanckim w Cannes i Le Creusot, w departamencie Saony i Loary.
Żona – Helēna Tangijeva-Birzniece (1907-1965), była primabaleriną.

## Odznaczenia
- Wielki Oficer Orderu Chrystusa (Portugalia, 1931)[2]